# Marc Morel
 (septembre 2022).
Marc Morel, né à Château-d'Œx le 29 novembre 1843 et mort à Lausanne le 19 mai 1931, est un banquier et une personnalité politique vaudoise.

## Biographie
Après avoir suivi ses études de droit à l'Académie de Lausanne et obtenu son brevet d'avocat (métier), il reprend l'étude de Louis Ruchonnet lors de l'élection de ce dernier au Conseil fédéral de 1870 à 1890. Il devient ensuite banquier à Lausanne et fait partie de nombreux conseils d'administration.
Sur le plan politique, il est élu successivement au conseil communal de Lausanne de 1878 à 1901 (président en 1897), député au Grand Conseil du canton de Vaud de 1874 à 1885, membre de la Constituante de 1884 à 1885, conseiller national de 1876 à 1878.
Son frère Charles (1837-1902) sera quant à lui journaliste et historien à Genève.

## Source
- Laurent Tissot, « Morel, Marc » dans le Dictionnaire historique de la Suisse en ligne, version du 3 septembre 2008.